# London Improvisers Orchestra
Das London Improvisers Orchestra (LIO) ist ein britisches Improvisationsensemble, das seit 1998 besteht.

## Hintergrund
Das London Improvisers Orchestra ging aus einer Formation hervor, die bei Butch Morris’ Tournee London Skyscraper für das Contemporary Music Network im November 1997 mitgewirkt hatte. Nach Auftritten in London, Birmingham, Oxford, Manchester, Bristol und Liverpool beschlossen die Mitglieder, das Orchester-Projekt zu entwickeln. Das London Improvisers Orchestra besteht seit 1998 und erforscht in seinen einmal monatlich stattfindenden Proben freie, orchestrierte und ausgearbeitete Gruppenimprovisationen; dabei entwickelte es ein eigenes Vokabular von Signalen für die Kommunikation unter den Improvisationsmusikern.

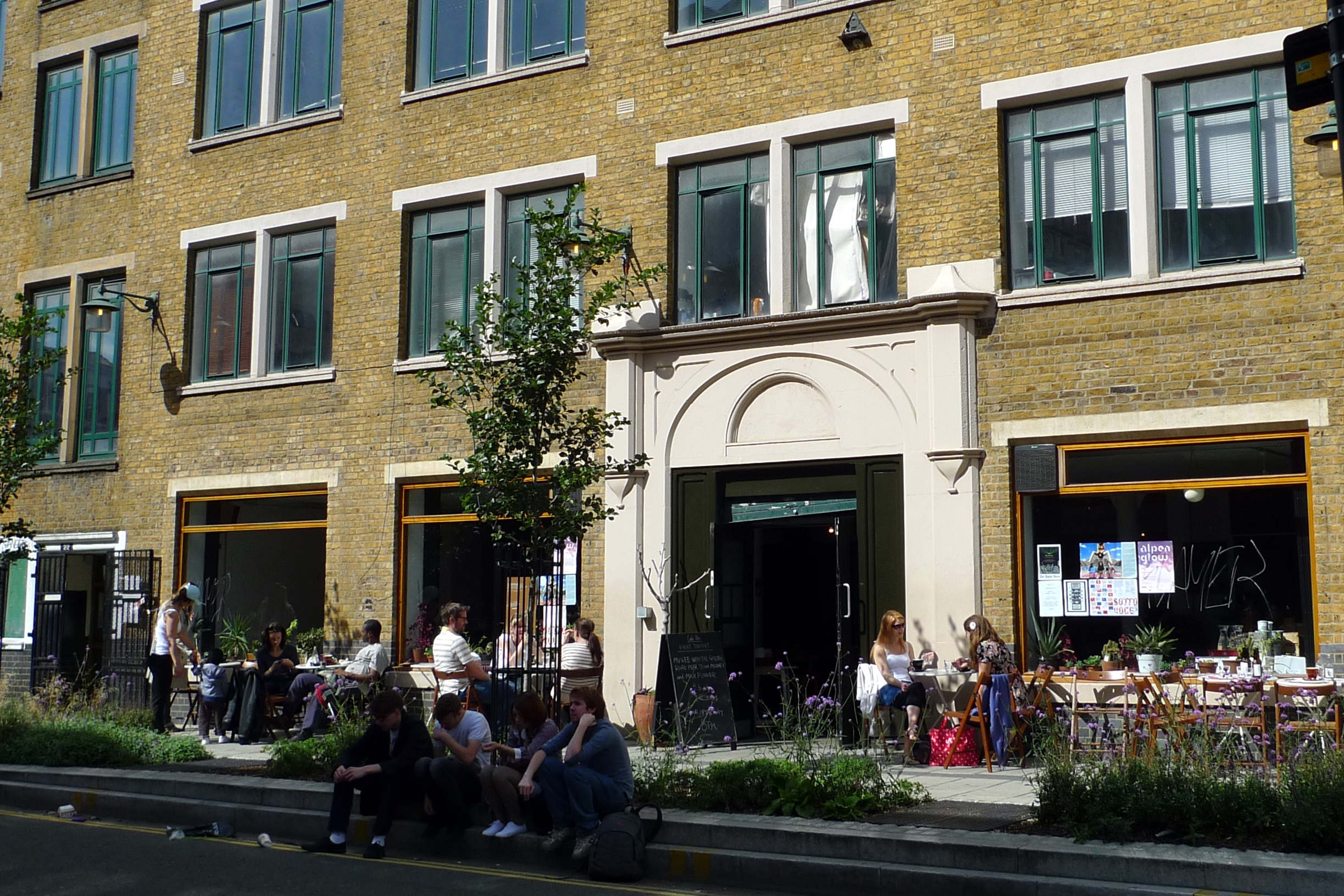
Cafe Oto in Dalston

Die ersten regelmäßigen Auftritte fanden nach Möglichkeit monatlich im Red Rose Theater statt; seit 2008 dann vierteljährlich im Cafe Oto. In den letzten Jahren trat die Formation monatlich im I’klectik Arts Lab in Süd-London auf. Regelmäßig teilnehmende Musiker und Komponisten in der ersten Phase der Formation waren Steve Beresford, Evan Parker, Veryan Weston, Caroline Kraabel, Simon H. Fell, Adam Bohman, Dave Tucker, Philipp Wachsmann, Pat Thomas und Terry Day.
Dokumentiert wurde die Arbeit des Orchesters zunächst durch Martin Davidson auf seinem Label Emanem; 2000 erschien das Album Proceedings mit 31 Mitwirkenden. Ein Jahr später erschien The Hearing Continues mit 37 Musikern. François Couture bewertete das Album mit Evan Parker, Steve Beresford, Philipp Wachsmann, Veryan Weston, Louis Moholo, Marcio Mattos und einer Reihe jüngerer Musiker „einfach als eins der besten Beispiele eines kreativen Orchesters.“ Es präsentiere (wie ähnlich Keith Tippett’s Centipede) „eines der höchsten Talent-pro-Volumen-Verhältnisse in der Geschichte.“ Davidson nahm das LIO auch in das Programm seines ersten Freedom of the City Festival im Mai 2001 auf. Der Mitschnitt mit 39 Musikern füllt den überwiegenden Teil der Produktion Freedom of the City 2001: Large Groups (2002).

## Musiker des London Improvisers Orchestra (2018)
Susan Alcorn (Pedal Steel Guitar), Knut Aufermann (Electronics, Komposition), Harry Beckett (Trompete), Steve Beresford (Piano, Komposition), Alison Blunt (Geige, Komposition), Adam Bohman (Objekte), Sarah Gail Brand (Posaune), John Butcher (Saxophon), Paloma Carrasco-Lopez (Cello), Lol Coxhill (Sopransaxophon), John Edwards (Kontrabass), Susanna Ferrar (Geige), Jacques Foschia (Klarinette), Sylvia Hallett (Geige), Charlotte Hug (Geige, Stimme, Komposition), Christoph Irmer (Geige), Charlotte Keeffe (Trompete), Hyelim Kim (Taegum), Julie Kjaer (Saxophone, Klarinette, Flöte), Caroline Kraabel (Altsaxophon, Stimme, Komposition), Dominic Lash (Kontrabass), Tony Marsh (Percussion), Hannah Marshall (Cello), Neil Metcalfe (Flöte), Louis Moholo (Percussion), Maggie Nicols (Stimme, Komposition), Adrian Northover (Sopransaxophon), Sonia Paço-Rocchia (Fagott, Komposition), Orphy Robinson (Percussion, Komposition), Paul Rutherford (Posaune), Rowland Sutherland (Flöten), Pat Thomas (Keyboards, Komposition), Dave Tucker (E-Bass, E-Gitarre, Komposition), Philipp Wachsmann (Geige, Bratsche, Komposition), Jackie Walduck (Vibraphon), Ray Warleigh (Saxophone, Flöte), Sarah Washington (Electronics), Annie Whitehead (Posaune), Jason Yarde (Saxophone, Komposition).

## Diskographische Hinweise
- Freedom of the City 2001 : Large Groups (Emanem, 2001)
- The Hearing Continues (Emanem, 2001)
- Freedom of the City 2002 (Emanem, 2003)
- Responses, Reproduction & Reality (Emanem, 2005)
- Improvisations for George Riste (Psi, 2008)
- London & Glasgow Improvisers Orchestras Separately & Together (Emanem, 2007, mit Glasgow Improvisers Orchestra)
- Lio Leo Leon (psi, 2010)
- HMS Concert (Kukuruku Recordings, 2012)
- Twenty Years On (LIO, 2018)